# Lisbjerg Skov
Lisbjerg Skov er en 280 ha stor skov mellem Lisbjerg, Elev og Trige lidt nord for Aarhus. Det meste af skoven (180 ha) er gammel skov, men i perioden 1990-96, plantede Aarhus Kommune 100 ha ny skov på nabomarkerne og i gamle grusgrave mod vest og syd. Derfor regnes en del af Lisbjerg skov i dag til De nye Aarhus Skove. 
Det meste af Lisbjerg skov er offentlig, men en mindre del på 20 ha i den nordlige ende er privat. Denne del kendes også som Trige Skov, men hører under Lisbjerg Skov som sammenhængende skovområde.[kilde mangler]

## Naturen
Lisbjerg Skov er gammel og store dele af den har været brugt som "bondeskov" før i tiden, med styning og pluk-hugst. Kernen af den gamle del af Lisbjerg Skov er bøg med ask og ær. Bondeskoven i den sydlige ende af Lisbjerg Skov, har med tiden udviklet sig til en lysåben højskov, med gruppevis foryngelse. 
Der et rigt dyre- og planteliv i Lisbjerg Skov og det er ikke unormalt at møde rådyr, ræv og fasan på tæt hold. Her er også andre typiske skovdyr som egern. Variationen gælder dog også de andre fauna-grupper, som f.eks. insekterne. Da større områder i skoven aldrig har været dyrket, har der udviklet sig mindre kær, skovsumpe og løvpytter, under ét kendt som skovens temporære vande i habitat sammenhæng. Under en toårig undersøgelse, fandt man ca. 60 arter af bl.a. fimreorme, igler, døgnfluer, slørvinger, vandtæger, vårfluer, vandbiller, myggelarver og snegle i kun 20 temporære vande i Lisbjerg Skov.

### Den nye skov
Den nyrejste del af Lisbjerg Skov er en kombination af skov og åbent landskab med sletter, enge, småsøer, dale (tidl. grusgrave), levende hegn, bugtede veje med mulighed for landskabelige udsigter over det omgivende terræn. Eg, bøg, ask, birk, lærk og fyr har til hensigt med deres forskellighed i farve og facon, at skabe en stor variation og oplevelse året rundt.

## Faciliteter
KFUM-Spejderne har spejderhytten  Skovhytten  i Lisbjerg Skov, som benyttes af Lystrup Gruppe i det daglige Det Danske Spejderkorps har tilsvarende Lisbjerghytten, som drives af Aarhus afdelingen 'AROS Division' i det daglige. FDF Spejderne har også et hus i skoven, ved navn Kernehuset.
I Lisbjerg Skov er der opsat flere shelters til overnatning i det fri. Én af shelterpladserne er i 2010 indrettet efter jernaldertema, med bl.a. fæstningsanlæg som palisader og vagttårn med god udsigt over Egådalen. 1. maj 2014 blev der tilknyttet en legeplads med bl.a. svævebane og klatreredskaber. Legepladsen er anlagt i en nedlagt grusgrav og har fået navnet 'Kimbrerdalen'. 
En del af de åbne områder i skoven er indhegnet som eng- og græsnings-arealer for heste og kvæg.
I den vestlige del, på den anden side af Randersvej, ligger Lisbjerg Forbrændingen indesluttet af nyrejst skov. 
Ved Trige Skov i nord, holdt Aarhus Vand d. 14 august 2013 rejsegilde på vandværket Truelsbjergværket og det blev indviet året efter den 18. august 2014 af miljøminister Kirsten Brosbøl. Siden efteråret 2014 har Trelsbjergværket leveret drikkevand til midt- og vest-delen af Aarhus Kommune. Det har en indvindingstilladels på ca. 23 millioner m3 om året, svarende til 40.000 forbrugeres behov og sætter ifølge Aarhus Vand nye standarder for indenfor vandteknologi, design og arkitektur. Truelsbjergværket fungerer også som Aarhus Vands forsknings- og forsøgsvandværk, hvor blandet andet nye teknologier bliver afprøvet. Cubo Arkitekter fra Aarhus har været arkitekter på værket mens NIRAS har fungeret bygherrerådgiver.
I den nyrejste sydlige ende af skoven ligger Aarhus Camping; en større campingplads i en tidligere grusgrav.

## Eksterne links
- Wikimedia Commons har flere filer relateret til Lisbjerg Skov

56°14′00″N 10°10′20″Ø / 56.23333°N 10.17222°Ø